# Фрідріх Август Теодор Віннеке
Фрідріх Август Теодор Віннеке (нім. Friedrich August Theodor Winnecke, 5 лютого 1835, Ґрос-Хеере, неподалік Ганновера — 3 грудня 1897, Бонн) — німецький астроном.
Після закінчення навчання, спочатку працював асистентом у Берлінській обсерваторії.
Віннеке працював у Пулковській обсерваторії поблизу Санкт-Петербурга з 1858 по 1865, але повернувся до Німеччини, проживав у Карлсруе. З 1872 по 1881 рік був професором астрономії в Страсбурзькому університеті.
У 1874 році відіграв важливу роль в експедиції з вивчення проходження Венери перед диском Сонця, у якій виконав займався усією підготовчою роботою, а також виконав значну кількість підрахунків за результатами. Він відкрив або спільно відкрив велику кількість комет, включаючи періодичну комету 7P/Понса — Віннеке і комету, спершу відому під назвою комети «Понса-Коджа-Віннеке-Форбса», але пізніше перейменовану на 27P/Кроммеліна на честь Ендрю Кроммеліна, який розрахував її орбіту.
Віннеке також уклав список подвійних зірок, «Каталог подвійних зірок Віннеке» (1869 рік). Відкрив ряд туманностей.
У 1874 році обраний членом Леопольдини. З 1879 року — член-кореспондент Прусської академії наук. Також член Товариства німецьких натуралістів і лікарів.
Помер 3 грудня 1897 у Бонні.
Астероїд 207 Гедда, відкритий Йоганном Палізою в 1879 році, названий на честь дружини Вінеке, Гедвіги.
У 2010 на його честь назвали астероїд 215423 Віннеке.